# Ghiacciaio Kaliakra
Il Ghiacciaio Kaliakra (in lingua bulgara: ледник Калиакра, Lednik Kaliakra; in lingua inglese: Kaliakra Glacier) è un ghiacciaio antartico, che si estende per 7 km in direzione est-ovest e per 8 km in direzione nord-sud, situato nel settore orientale dell'Isola Livingston, che fa parte delle Isole Shetland Meridionali, in Antartide. 

## Caratteristiche
È situato a sudest di Saedinenie Snowfield, a sudovest del Ghiacciaio Panega, a nord del Ghiacciaio Struma e della parte superiore del Ghiacciaio Huron, e a nordest del Ghiacciaio Perunika.
È delimitato a sud da Melnik Ridge e Bowles Ridge, a ovest da Hemus Peak, Gurev Gap, Gleaner Heights, Elhovo Gap, Leslie Hill, Leslie Gap e Radnevo Peak, a nord da Miziya Peak e Samuel Peak.
Il ghiacciaio è costellato di crepacci nella parte inferiore e fluisce in direzione est nella Moon Bay a sud di Perperek Knoll e a nord di Sindel Point. Fu attraversato per la prima volta il 24 dicembre 2004 dai bulgari Lyubomir Ivanov e Doychin Vasilev partiti dal Campo Accademia.

## Denominazione
La denominazione è stata assegnata nel 1995 dalla Commissione bulgara per i toponimi antartici e deriva da quella del capo Kaliakra, uno stretto promontorio roccioso situato sulla costa bulgara del Mar Nero.

## Localizzazione
Il ghiacciaio è centrato alle coordinate 62°34′35″S 60°09′30″W.
Rilevazione topografica bulgara sulla base dei dati della campagna di rilevazione Tangra 2004/05 e mappatura nel 2005 e 2009. 

## Mappe
- L.L. Ivanov et al. Antarctica: Livingston Island and Greenwich Island, South Shetland Islands. Scale 1:100000 topographic map. Sofia: Antarctic Place-names Commission of Bulgaria, 2005.
- L.L. Ivanov. Antarctica: Livingston Island and Greenwich, Robert, Snow and Smith Islands. Scale 1:120000 topographic map.  Troyan: Manfred Wörner Foundation, 2009.
- L.L. Ivanov. Antarctica: Livingston Island and Greenwich, Robert, Snow and Smith Islands. Scale 1:120000 topographic map. Troyan: Manfred Wörner Foundation, 2010. ISBN 978-954-92032-9-5 (First edition 2009. ISBN 978-954-92032-6-4)
- Antarctic Digital Database (ADD). Scale 1:250000 topographic map of Antarctica. Scientific Committee on Antarctic Research (SCAR). Since 1993, regularly upgraded and updated.
- L.L. Ivanov. Antarctica: Livingston Island and Smith Island. Scale 1:100000 topographic map. Manfred Wörner Foundation, 2017. ISBN 978-619-90008-3-0